# Falling Down (canción de Oasis)
«Falling Down» es una canción escrita por Noel Gallagher, guitarrista principal de la banda de rock Inglesa Oasis, perteneciente al séptimo álbum de estudio de la banda Dig Out Your Soul. Su lanzamiento como sencillo a nivel mundial vio la luz el 9 de marzo y estuvo ya disponible en formato digital un día antes. La canción hizo su aparición en las radios e Internet en modo de remix el 11 de julio de 2008 de la mano de The Chemical Brothers. Esta versión sería prensentada como lado b del sencillo The Shock Of The Lightning.
Noel se ha mostrado muy satisfecho con el remix de 22 minutos de Amorphous Androgynous llamado A Monstrous Psychedelic Bubble remix, describiéndolo como una monumental pieza de música.
La intro de la canción es similar al tema The Crystal Ship de The Doors. Noel declaró que es un intento de parte de él por emular la atmósfera de "Tomorrow Never Knows" de The Beatles, esto se aprecia en el comprimido sonido de la batería. En el vídeo promocional, se puede escuchar, antes de la introducción con baterías, un fragmento de la marcha n.º 1 de `Pompa y Circunstancia, de Sir Edward Elgar
La canción se escucha como apertura del anime Higashi no Eden o Eden of the East transmitido en abril de 2009.
"Those Swollen Hand Blues", presentada como lado b es la primera canción inédita posterior al lanzamiento del disco. Sigue la línea musical de "Sittin' Here In Silence (On My Own)", lado b de "Let There Be Love".

## Vídeo musical
En el video musical se puede apreciar a los miembros de Oasis siendo parte de una fiesta organizada por la Familia Real británica. A su vez, se muestra a una supuesta princesa quien de manera muy reservada lleva una vida paralela plagada de drogas y excesos. Finalizando el video es presentada a los hermanos Gallagher, quienes se niegan a darle la mano, debido a su doble estilo de vida. Natasha O'Keeffe interpreta a la supuesta princesa.
En los últimos segundos del video se lo puede ver al príncipe Carlos de Gales. El tabloide británico The Sun dijo al respecto "El video no está relacionado con la letra de la canción, habla de la fama, de las celebridades y sus vidas secretas.
En las listas de Billboard la canción llegó a la posición 82 de Hot 100.
En la lista británica de sencillos llegó al puesto No.10, pero este, sin más éxito que el sencillo anterior.

## Lista de canciones
CD single (RKIDSCD56)

| N.º   | Título                               | Duración |  |
| 1.    | «Falling Down»                       | 4:27     |  |
| 2.    | «Those Swollen Hand Blues»           | 3:29     |  |
| 3.    | «Falling Down» (The Gibb Mix)        | 5:12     |  |
| 4.    | «Falling Down» (The Prodigy Version) | 4:31     |  |
| 17:39 |                                      |          |  |

CD single Japón (SICP 2242)

| N.º   | Título                                              | Duración |  |
| 1.    | «Falling Down»                                      | 4:25     |  |
| 2.    | «Those Swollen Hand Blues»                          | 3:19     |  |
| 3.    | «Falling Down» (A Monstrous Psychedelic Bubble Mix) | 22:25    |  |
| 4.    | «Falling Down» (The Gibb Mix By Twiggy/Sardy)       | 5:10     |  |
| 5.    | «Falling Down» (The Prodigy Version)                | 4:31     |  |
| 39:50 |                                                     |          |  |

Vinilo de 7" (RKID56)

| N.º  | Título                     | Duración |  |
| 1.   | «Falling Down»             | 4:16     |  |
| 2.   | «Those Swollen Hand Blues» | 3:19     |  |
| 7:35 |                            |          |  |

Sencillo en DVD Japón (SICP 2240-1)

| N.º  | Título                                                     | Duración |  |
| 1.   | «Falling Down» (Video musical, versión original)           | 4:59     |  |
| 2.   | «Falling Down» (Video musical, versión "Eden of The East") | 4:28     |  |
| 9:27 |                                                            |          |  |

Vinilo promocional de 12" (A Monstrous Psychedelic Bubble Mix Exploding In Your Mind (SICP 2242)

| N.º   | Título                                                       | Duración |  |
| 1.    | «Falling Down» (A Monstrous Psychedelic Bubble Mix) (Part 1) | 6:55     |  |
| 2.    | «Falling Down» (A Monstrous Psychedelic Bubble Mix) (Part 2) | 3:59     |  |
| 3.    | «Falling Down» (A Monstrous Psychedelic Bubble Mix) (Part 3) | 2:36     |  |
| 4.    | «Falling Down» (A Monstrous Psychedelic Bubble Mix) (Part 4) | 4:08     |  |
| 5.    | «Falling Down» (A Monstrous Psychedelic Bubble Mix) (Part 5) | 4:49     |  |
| 22:27 |                                                              |          |  |

Vinilo promocional de 12" (Chemical Brothers Remix) (RKID 50TP), CD promocional (Chemical Brothers Remix) (RKIDSCD50P), descarga digital (Chemical Brothers Remix) (RKID 50DS)

| N.º  | Título                                   | Duración |  |
| 1.   | «Falling Down» (Chemical Brothers Remix) | 4:28     |  |
| 4:28 |                                          |          |  |

CD promocional Reino Unido #1 (RKIDSCD56PX)

| N.º   | Título                                                       | Duración |  |
| 1.    | «Falling Down» (Radio Edit)                                  | 4:02     |  |
| 2.    | «Falling Down» (The Gibb Mix (By Twiggy/Sardy) - Radio Edit) | 3:59     |  |
| 3.    | «Falling Down» (The Prodigy Version - Radio Edit)            | 4:00     |  |
| 4.    | «Falling Down» (The Gibb Mix By Twiggy/Sardy)                | 5:12     |  |
| 5.    | «Falling Down» (The Prodigy Version)                         | 4:32     |  |
| 6.    | «Falling Down» (A Monstrous Psychedelic Bubble Mix)          | 22:29    |  |
| 7.    | «Falling Down» (Instrumental)                                | 4:28     |  |
| 8.    | «Those Swollen Hand Blues»                                   | 3:21     |  |
| 52:03 |                                                              |          |  |

CD promocional Reino Unido #2 (RKIDSCD56P)

| N.º  | Título                      | Duración |  |
| 1.   | «Falling Down» (Radio Edit) | 4:01     |  |
| 4:01 |                             |          |  |

CD promocional Reino Unido #3 (none)

| N.º  | Título                                         | Duración |  |
| 1.   | «Falling Down» (Prodigy Remix Radio Edit)      | 3:58     |  |
| 2.   | «Falling Down» (Twiggy/Sardy Remix Radio Edit) | 3:55     |  |
| 7:53 |                                                |          |  |